# Planchonia spectabilis
Planchonia spectabilis là một loài thực vật có hoa trong họ Lecythidaceae. Loài này được Merr. miêu tả khoa học đầu tiên năm 1904.